# Lasionycta luteola
Lasionycta luteola es una especie de mariposa nocturna de la familia Noctuidae. Se encuentra desde el norte del estado de Washington y el suroeste de Alberta hacia el norte, hasta el suroeste del Yukón.
Habita en la tundra alpina. Los adultos son predominantemente nocturnos pero también vuelan durante el día. Se alimentan de néctar de Silene acaulis.
La envergadura es de unos 27 mm. Los adultos vuelan desde mediados de julio hasta mediados de agosto.
- Datos: Q10784955
- Multimedia: Lasionycta luteola / Q10784955
- Especies: Lasionycta luteola